# Erik Palmer-Brown
Erik Ross Palmer-Brown, född 24 april 1997, är en amerikansk fotbollsspelare som spelar för Troyes.

## Klubbkarriär

### Sporting Kansas City
Som 16-åring skrev Palmer-Brown på sitt första professionella kontrakt med Sporting Kansas City. Palmer-Brown debuterade i MLS den 18 maj 2014 i en 1–2-förlust mot Chicago Fire, där han blev utvisad efter fått två gula kort.

### Porto
Den 1 februari 2016 lånades Palmer-Brown ut till portugisiska Porto på ett ettårigt låneavtal. Han spelade för reservlaget i LigaPro, där de blev mästare under säsongen 2015/2016.

### Manchester City
I september 2017 värvades Palmer-Brown av Manchester City, där han skrev på ett 4,5-årskontrakt med start i januari 2018.

#### Utlåningar
I januari 2018 lånades Palmer-Brown ut till belgiska KV Kortrijk på ett låneavtal över resten av säsongen 2017/2018. I juli 2018 lånades han ut till nederländska NAC Breda på ett låneavtal över säsongen 2018/2019.
I augusti 2019 lånades Palmer-Brown ut till österrikiska Austria Wien på ett låneavtal över resten av säsongen 2019/2020. Låneavtalet förlängdes senare även över följande säsong.

### Troyes
Den 31 augusti 2021 lånades Palmer-Brown ut till franska Troyes på ett säsongslån. I februari 2022 blev han klar för en permanent övergång till Troyes och skrev på ett kontrakt fram till sommaren 2024.

## Landslagskarriär
Palmer-Brown debuterade för USA:s landslag den 28 maj 2018 i en 3–0-vinst över Bolivia.